# HD 236298
HD236298 є  хімічно пекулярною зорею
спектрального класу A0
й має видиму зоряну величину в
смузі V приблизно  9.4.
Вона знаходиться у  сузір'ї Кассіопея.

## Даніспектрального аналізу
Спектр даної зорі насичений лініями поглинання йонів кремнію, аналіз яких вказує на підвищений вміст цього хімічного елементу в порівнянні з його вмістом в атмосфері Сонця.